# Lucy van der Haar
Lucy van der Haar, geborene Garner (* 20. September 1994 in Leicester) ist eine ehemalige britische Radrennfahrerin.

## Sportliche Laufbahn
Lucy Garner startete mit dem Radsport im Alter von neun Jahren. 2011 wurde sie Junioren-Weltmeisterin im Straßenrennen. Im selben Jahr gewann sie das Rennen Cheshire Classic. Ebenfalls 2011 errang sie dreimal Gold bei den Commonwealth Youth Games auf der Isle of Man, im Straßenrennen, im Mannschafts- und im Einzelzeitfahren; im Kriterium gewann sie Bronze.
2012 wurde Garner erneut Weltmeisterin der Junioren sowie Junioren-Europameisterin im Straßenrennen. Den Titel einer Junioren-Europameisterin errang sie ebenfalls in der Mannschaftsverfolgung auf der Bahn, gemeinsam mit Amy Roberts und Elinor Barker. Auf der Bahn errang sie zudem den nationalen Titel in der Einerverfolgung. 2013 gewann sie eine Etappe der Tour of Chongming Island, 2015 einer der Route de France Féminine.
2020 gewann Lucy van der Haar die erste Austragung der Dubai Tour für Frauen. Ende dieser Saison beendete sie ihre aktive Radsportlaufbahn. Sie will aber weiterhin bei Cyclocross-Rennen starten sowie als Schrittmacherin für ihren Mann Lars van der Haar aktiv bleiben.

## Privates
Lucy Garner ist seit Juli 2019 verheiratet mit dem Cyclocrossfahrer Lars van der Haar und nahm dessen Namen an; das Paar lebt im niederländischen Woudenberg (Stand 2020). Auch ihre Schwester Grace ist als Radsportlerin aktiv.

## Erfolge

### Straße
2011
- Junioren-Weltmeisterin – Straßenrennen

2012
- Junioren-Weltmeisterin – Straßenrennen
- Junioren-Europameisterin – Straßenrennen

2013
- eine Etappe Tour of Chongming Island

2015
- eine Etappe Route de France Féminine

2018
- Bergwertung Tour of Chongming Island

2020
- Gesamt- und Punktewertung, eine Etappe Women’ Dubai Tour

### Bahn
2012
- Junioren-Europameisterin – Scratch, Mannschaftsverfolgung (mit Amy Roberts und Elinor Barker)
- Junioren-Europameisterschaft – Teamsprint (mit Dani King)

## Teams
- 2013 Argos-Shimano
- 2014 Giant-Shimano
- 2015 Liv-Plantur
- 2016 Wiggle High5
- 2017 Wiggle High5
- 2018 Wiggle High5
- 2019 Hitec Products-Birk Sport
- 2020 Hitec Products-Birk Sport